# Svärta församling
Svärta församling var en församling i Strängnäs stift och i Nyköpings kommun i Södermanlands län. Församlingen uppgick 2002 i Nyköpings Alla Helgona församling.

## Administrativ historik
Församlingen har medeltida ursprung. Fram till 1559 ingick församlingen i pastoratet Helgona och Svärta där pastoratet även benämndes Kråkelunds pastorat. De församlingarna samt det nybildade Nyköpings östra församling bildade sedan till 1989 ett gemensamt pastorat med Svärta församling som moderförsamling mellan 1559 och 11 mars 1561, därefter till slutet av 1500-talet med Helgona som moderförsamling för att därefter med Nyköpings östra församling som moderförsamling. Församlingen ingick från 1989 till 2002 i pastoratet Nyköpings Alla Helgona och Svärta. Församlingen uppgick 2002 i Nyköpings Alla Helgona församling.

## Komministrar
| Ämbetstid | Namn                       | Levnadstid | Övrigt                                  |
| --------- | -------------------------- | ---------- | --------------------------------------- |
| 1649      | Magnus                     |            |                                         |
| 1651–1655 | Laurentius Joannis Sylvius |            | Senare brukspredikant på Vällinge.      |
| 1661      | Magnus Johannis Gosenius   |            |                                         |
| 1662–1681 | Daniel Martensonius        |            |                                         |
| 1681–1685 | Ericus Svahn               |            | Senare kyrkoherde i Lunda församling.   |
| 1685–1693 | Lars Lenning               |            | Senare kyrkoherde i Råby församling.    |
| 1693–1716 | Lars Nyman                 | –1716      |                                         |
| 1717–1730 | Petrus Thomae Jerlin       | 1676–1730  |                                         |
| 1732–1770 | Carolus Jerlin             | 1703–1770  |                                         |
| 1773–1796 | Jonas Sellström            |            | Senare kyrkoherde i Ripsa församling.   |
| 1796–1818 | Isak Wallgren              | 1749–1818  |                                         |
| 1821–1835 | Johan Mollstadius          | 1759–1835  |                                         |
| 1838–1865 | Erik Björkholm             | 1781–1865  |                                         |
| 1867–1871 | Adolf Reinhold Mellström   | 1806–1871  |                                         |
| 1872      | Karl Wilhelm Grandin       |            | Senare kyrkoherde i Turinge församling. |
| 1874–1898 | Karl Edvard Norelius       | 1826–      |                                         |

## Klockare och organister
| Ämbetstid | Namn              | Levnadstid | Övrigt   |
| --------- | ----------------- | ---------- | -------- |
| 1705-1737 | Per Jonsson       | -1737      | Klockare |
| 1741-1760 | Daniel Bodin      | 1686-1760  | Klockare |
| 1766-1805 | Moses Hammar      | 1717-1805  | Klockare |
| 1811-1820 | Johan Florin      | 1775-1820  | Klockare |
| 1822-1870 | Johan Eric Ekberg | 1796-      | Klockare |

## Kyrkor
- Svärta kyrka